# 조지 래프트
조지 래프트(George Raft, 1901년 9월 26일~1980년 11월 24일)는 미국의 영화 배우이다. 주로 1930년대부터 1940년대까지 워너브라더스의 갱스터 영화에 주로 나왔다. 주요 작품으로는 하워드 혹스가 감독한 《스카페이스》, 코미디 영화인 《뜨거운 것이 좋아》 가 있다.

## 출연
- 1959년: 《뜨거운 것이 좋아》 (Some Like It Hot) - 스파츠 콜롬보 역
- 1940년: 《고독한 질주》 (They Drive By Night) - 조 파브리니 역
- 1932년: 《스카페이스》 (Scarface) - 구이노 역